# Oligoneurus cosmopterygivorus
Oligoneurus cosmopterygivorus är en stekelart som beskrevs av He 2000. Oligoneurus cosmopterygivorus ingår i släktet Oligoneurus och familjen bracksteklar. Inga underarter finns listade i Catalogue of Life.